# Rio Bradu (Fişag)
O Rio Bradu é um rio da Romênia afluente do Rio Fişag, localizado no distrito de Harghita.